# 维瑟瑙
维瑟瑙（德語：Wiesenau）是德国勃兰登堡州的市镇，隶属于奥得-施普雷县，总面积为29.74平方千米，截至2020年总人口为1273人。